# Championnat de Nouvelle-Zélande de football 2014-2015
Navigation
Saison précédente Saison suivante
La saison 2014-2015 du Championnat de Nouvelle-Zélande de football est la quarante-sixième édition du championnat de première division en Nouvelle-Zélande et la 11e édition du New Zealand Football Championship. Le NZFC (rebaptisé depuis 2010 ASB Premiership, du nom de la banque qui le sponsorise), regroupe neuf clubs du pays au sein d'une poule unique, où ils s'affrontent deux fois au cours de la saison, à domicile et à l'extérieur. À la fin de la compétition, les quatre premiers du classement disputent la phase finale pour le titre. Le championnat fonctionne avec un système de franchises, comme en Australie ou en Major League Soccer; il n'y a donc ni promotion, ni relégation en fin de saison.
Deux places qualificatives pour la Ligue des champions sont attribuées : une pour le premier du classement à l'issue de la saison régulière et une pour le vainqueur de la finale nationale. Si un club termine en tête du classement puis remporte la finale, c'est le deuxième du classement de la saison régulière qui reçoit son billet pour la Ligue des champions.
Cette saison voit une nouvelle équipe participer au championnat; aux huit équipes engagées lors de la saison 2013-2014, vient s'ajouter Wellington Phoenix Reserves (en). Cette antichambre de l'équipe professionnelle des Wellington Phoenix (qui elle évolue dans le championnat professionnel australien), ne pourra aligner au maximum que quatre joueurs de l'équipe première (toutefois, deux autres joueurs professionnels, obligatoirement de moins de 20 ans, pourront être également inscrits sur la feuille de match, mais uniquement avec l'accord de l'adversaire). Par ailleurs, toutes les équipes doivent désormais inscrire sur la feuille de match un minimum de 50 % de joueurs éligibles à une équipe nationale néo-zélandaise. Enfin, c'est la sélection de Nouvelle-Zélande des moins de 17 ans qui représente la formation des Wanderers SC cette saison, afin de préparer au mieux le Championnat d'Océanie de football des moins de 17 ans, organisé en janvier 2015 aux Samoa et qualificatif pour la Coupe du monde de la catégorie.
Les équipes de Auckland United, Nelson Marlborough Falcons et YoungHeart Manawatu, qui souhaitaient intégrer le championnat, ont vu leur candidature rejetée.
Initialement prévu le 1er novembre, le début de la saison a lieu le 25 octobre avec un match avancé de la 4e journée. Ceci est dû à la participation d'Auckland City FC à la Coupe du Président de l'OFC 2014 (en) et à la Coupe du monde des clubs de la FIFA 2014. Les matchs des 2e, 3e, 6e, 8e et 15e journées de cette équipe sont également décalés pour cette raison.

## Clubs participants
| Équipe                     | Ville        | Stade                 | Capacité | Entraineur       |
| -------------------------- | ------------ | --------------------- | -------- | ---------------- |
| Auckland City FC           | Auckland     | Kiwitea Street        | 3 500    | Ramon Tribulietx |
| Canterbury United          | Christchurch | ASB Football Park     | 9 000    | Sean Devine      |
| Hawke's Bay United         | Napier       | Bluewater Stadium     | 5 000    | Brett Angel      |
| Southern United            | Dunedin      | Forsyth Barr Stadium  | 30 748   | Mike Fridge      |
| Team Wellington            | Wellington   | David Farrington Park | 3 000    | Matt Calcott     |
| WaiBOP United              | Cambridge    | John Kerkhof Park     | 2 700    | Peter Smith      |
| Waitakere United           | Waitakere    | Fred Taylor Park      | 2 500    | Brian Shelley    |
| Wanderers SC               | Albany       | North Harbour Stadium | 25 000   | Darren Bazeley   |
| Wellington Phoenix Reserve | Wellington   | Newton Park           | 5 000    | Andy Hedge       |

## Compétition

### Première phase

#### Classement
Le barème utilisé pour établir le classement est le suivant :
- Victoire : 3 points
- Match nul : 1 point
- Défaite : 0 point

| Rang | Équipe                | Pts | J  | G  | N | P  | Bp | Bc | Diff |
| ---- | --------------------- | --- | -- | -- | - | -- | -- | -- | ---- |
| 1    | Auckland City FC      | 42  | 16 | 14 | 0 | 2  | 39 | 14 | +25  |
| 2    | Team Wellington       | 30  | 16 | 9  | 3 | 4  | 32 | 24 | +8   |
| 3    | Hawke's Bay United    | 27  | 16 | 8  | 3 | 5  | 34 | 29 | +5   |
| 4    | Waitakere United      | 26  | 16 | 8  | 2 | 6  | 29 | 23 | +6   |
| 5    | WaiBOP United         | 22  | 16 | 7  | 1 | 8  | 24 | 29 | -5   |
| 6    | Wellington Phoenix R. | 21  | 16 | 7  | 0 | 9  | 37 | 42 | -5   |
| 7    | Wanderers SC          | 17  | 16 | 5  | 2 | 9  | 24 | 29 | -5   |
| 8    | Canterbury United     | 14  | 16 | 4  | 2 | 10 | 22 | 32 | -10  |
| 9    | Southern United       | 10  | 16 | 3  | 1 | 12 | 20 | 39 | -19  |

|  | Qualification pour la phase finale et la Ligue des champions de l'OFC 2016 |
|  | Qualification pour la phase finale                                         |
|  | T : Tenant du titre                                                        |

#### Résultats
| Résultats (▼dom., ►ext.)   | ACFC | CU  | HBU | SU  | TW  | WBOP | WU  | WSC | WPR |
| Auckland City FC           |      | 3-1 | 3-2 | 4-2 | 3-0 | 3-2  | 1-0 | 3-0 | 1-3 |
| Canterbury United          | 0-1  |     | 1-1 | 0-1 | 2-2 | 2-0  | 1-2 | 1-4 | 2-0 |
| Hawke's Bay United         | 0-3  | 5-2 |     | 3-1 | 2-2 | 0-1  | 3-2 | 3-1 | 2-5 |
| Southern United            | 0-3  | 1-3 | 1-2 |     | 1-2 | 0-1  | 2-1 | 1-0 | 3-4 |
| Team Wellington            | 4-0  | 3-0 | 1-0 | 2-0 |     | 3-2  | 1-2 | 1-1 | 2-1 |
| WaiBOP United              | 0-2  | 4-3 | 2-4 | 2-1 | 2-1 |      | 1-1 | 3-1 | 2-3 |
| Waitakere United           | 0-1  | 0-2 | 1-1 | 3-1 | 4-0 | 2-1  |     | 3-2 | 6-3 |
| Wanderers SC               | 0-1  | 3-1 | 1-2 | 3-3 | 1-4 | 1-2  | 2-0 |     | 2-1 |
| Wellington Phoenix Reserve | 0-7  | 2-1 | 2-4 | 6-2 | 3-4 | 0-2  | 1-2 | 3-0 |     |

### Phase finale
|  | Demi-finales           | Demi-finales           | Demi-finales           | Demi-finales           |                      |                      | Finale       | Finale       | Finale       | Finale       |
|  |                        |                        |                        |                        |                      |                      |              |              |              |              |
|  | 21 et 29 mars 2015     | 21 et 29 mars 2015     | 21 et 29 mars 2015     | 21 et 29 mars 2015     |                      |                      | 5 avril 2015 | 5 avril 2015 | 5 avril 2015 | 5 avril 2015 |
|  | (1) Auckland City FC   | (1) Auckland City FC   | 2                      | 5                      |                      |                      | 5 avril 2015 | 5 avril 2015 | 5 avril 2015 | 5 avril 2015 |
|  | (1) Auckland City FC   | (1) Auckland City FC   | 2                      | 5                      |                      |                      | 5 avril 2015 | 5 avril 2015 | 5 avril 2015 | 5 avril 2015 |
|  | (4) Waitakere United   | (4) Waitakere United   | 0                      | 1                      |                      |                      | 5 avril 2015 | 5 avril 2015 | 5 avril 2015 | 5 avril 2015 |
|  | (4) Waitakere United   | (4) Waitakere United   | 0                      | 1                      | (1) Auckland City FC | (1) Auckland City FC | 2            | 2            |              |              |
|  | 21 et 29 mars 2015     |                        |                        |                        | (1) Auckland City FC | (1) Auckland City FC | 2            | 2            |              |              |
|  |                        |                        | (3) Hawke's Bay United | (3) Hawke's Bay United | 1                    | 1                    |              |              |              |              |
|  | (2) Team Wellington    | (2) Team Wellington    | (3) Hawke's Bay United | (3) Hawke's Bay United | 1                    | 1                    | 2            | 3            |              |              |
|  | (2) Team Wellington    | (2) Team Wellington    |                        |                        |                      |                      |              | 3            |              |              |
|  | (3) Hawke's Bay United | (3) Hawke's Bay United | 1                      | 4E                     |                      |                      |              |              |              |              |
|  | (3) Hawke's Bay United | (3) Hawke's Bay United | 1                      | 4E                     |                      |                      |              |              |              |              |

#### Demi-finales aller
| 21 mars 2015       | Waitakere United | 0 - 2 | Auckland City FC         | Fred Taylor Park, Waitakere |  |
| 14:00 heure locale |                  |       | De Vries 27e · Óscar 44e |                             |  |

| 21 mars 2015       | Hawke's Bay United | 1 - 2 | Team Wellington  | Bluewater Stadium, Napier |  |
| 17:00 heure locale | Halpin 35e (pen.)  |       | Fa'arodo 8e, 77e |                           |  |

#### Demi-finales retour
| 29 mars 2014       | Team Wellington                      | 3 - 4 | Hawke's Bay United                                         | David Farrington Park, Wellington |  |
| 13:00 heure locale | Myers 16e · Hogg 36e · Robertson 66e |       | Lovemore 8e · Tinsley 27e (pen.), 71e (pen.) · Barbero 47e |                                   |  |

| 29 mars 2014       | Auckland City FC                               | 5 - 1 | Waitakere United | Kiwitea Street, Auckland |  |
| 14:00 heure locale | Browne 13e, 15e, 60e · Moreira 17e · Óscar 71e |       | Richards 63e     |                          |  |

#### Finale
| 5 avril 2015       | Auckland City FC            | 2 - 1 | Hawke's Bay United | Kiwitea Street, Auckland |  |
| 14:00 heure locale | De Vries 38e · Đorđević 62e |       | Tinsley 19e (pen.) |                          |  |

## Bilan de la saison
| Championnat de Nouvelle-Zélande de football 2014-2015 |                             |
| Champion                                              | Auckland City FC (6e titre) |
| Qualifications continentales                          |                             |
| Ligue des champions de l'OFC 2016                     | Auckland City FC            |
| Ligue des champions de l'OFC 2016                     | Team Wellington             |